# Ali Mirzai
Ali Mirzai, né le 28 janvier 1929 à Téhéran et mort le 18 juillet 2020, est un haltérophile iranien.

## Carrière
Ali Mirzai participe aux Jeux olympiques d'été de 1952 et  remporte la médaille de bronze dans la catégorie des moins de 56 kg.